# Clyde (Ohio)
Clyde és una població dels Estats Units a l'estat d'Ohio. Segons el cens del 2000 tenia 6.064 habitants.

## Demografia
Segons el cens del 2000, Clyde tenia 6.064 habitants, 2.304 habitatges, i 1.633 famílies. La densitat de població era de 533,3 habitants per km².
Dels 2.304 habitatges en un 35% hi vivien nens de menys de 18 anys, en un 53,9% hi vivien parelles casades, en un 12,4% dones solteres, i en un 29,1% no eren unitats familiars. En el 24,4% dels habitatges hi vivien persones soles el 9,5% de les quals corresponia a persones de 65 anys o més que vivien soles. El nombre mitjà de persones vivint en cada habitatge era de 2,59 i el nombre mitjà de persones que vivien en cada família era de 3,07.
Per edats la població es repartia de la següent manera: un 27% tenia menys de 18 anys, un 8,7% entre 18 i 24, un 29,3% entre 25 i 44, un 22,2% de 45 a 60 i un 12,8% 65 anys o més.
L'edat mediana era de 35 anys. Per cada 100 dones de 18 o més anys hi havia 89,4 homes.
La renda mediana per habitatge era de 39.764 $ i la renda mediana per família de 45.646 $. Els homes tenien una renda mediana de 32.189 $ mentre que les dones 23.549 $. La renda per capita de la població era de 17.966 $. Aproximadament el 6,8% de les famílies i el 8,6% de la població estaven per davall del llindar de pobresa.

## Poblacions més properes
El següent diagrama mostra les poblacions més properes.